# توم بريفورت
توم بريفورت (بالإنجليزية: Tom Brevoort)‏ هو فنان قصص مصورة أمريكي، ولد في 1967.